# Йонеда Йоко
Йонеда Йоко (22 вересня 1975) — японська синхронна плавчиня.
Срібна медалістка Олімпійських Ігор 2000, 2004 років.